# Caulleriella caputesocis
Caulleriella caputesocis är en ringmaskart. Caulleriella caputesocis ingår i släktet Caulleriella och familjen Cirratulidae. Inga underarter finns listade i Catalogue of Life.